# ビバリー・ヒルビリーズ/じゃじゃ馬億万長者
『ビバリー・ヒルビリーズ/じゃじゃ馬億万長者』（原題：The Beverly Hillbillies）は、1993年のアメリカ合衆国の映画。アメリカのテレビドラマシリーズ『じゃじゃ馬億万長者』の劇場版である。
キャッチコピーは「どんな都会のワルも、この一族にはかなわない!!」、「リッチな街ビバリーヒルズは野生のバイタリティで興奮状態!」。

## ストーリー
田舎で貧しく暮らすクランペット一家はジェドがまたま獲物を撃ち損ねたことから油田を発見、一夜にして大金持ちになる。たちまち貧乏から大金持ちへとなったクランペット一家だったが彼らの財産を狙って雇われた世話係のローラは
銀行員のタイラーと組んで家長のジェドをターゲットに結婚詐欺を計画する。

## キャスト
※括弧内は日本語吹替
- ジェド・クランペット - ジム・バーニー（千田光男）
- デイジー・メイ・グラニー - クロリス・リーチマン（相生千恵子）
- エリー・メイ - エリカ・エレニアック（伊藤美紀）
- ジェスロ/ジェスリーン - ディードリック・ベイダー（関俊彦）
- ミルバーン・ドライスデール - ダブニー・コールマン（糸博）
- ミス・ジェーン・ハサウェイ - リリー・トムリン（小宮和枝）
- ローラ・ジャクソン - リー・トンプソン（土井美加）
- ウッドロー・タイラー - ロブ・シュナイダー（喜多川拓郎）
- モーガン・ドライスデール - ケヴィン・コナリー
- バーナビー・ジョーンズ - バディ・イブセン（稲葉実）
- ドリー・パートン
- ザ・ザ・ガボール

## スタッフ
- 監督：ペネロープ・スフィーリス
- 脚本：ローレンス・コナー、マーク・ローゼンタール、ジム・フィッシャー、ジム・スタール
- 原案：ポール・ヘニング
- 撮影：ロバート・ブリンクマン
- 美術：ピーター・ジェイミソン
- 音楽：ラロ・シフリン
- 編集：ロス・アルバート